# Armenia na Zimowych Igrzyskach Paraolimpijskich 1998
Armenia na Zimowych Igrzyskach Paraolimpijskich 1998 w Nagano była reprezentowana przez 8 zawodników (6 mężczyzn i 2 kobiety). Najwyższą pozycję zdobyła Armenuhi Nikoghosjan, która znalazła się na 4. miejscu w slalomie gigancie LW10-11 (była jednak ostatnią zawodniczką wśród sklasyfikowanych narciarek).
Był to debiut tego państwa na zimowych igrzyskach paraolimpijskich.

## Wyniki

### Narciarstwo alpejskie
Mężczyźni
| Zawodnik           | Kategoria               | Wynik   | Pozycja | Źródło |
| ------------------ | ----------------------- | ------- | ------- | ------ |
| Hajk Abgarjan      | slalom LW2              | DNF     | DNF     | [ 2 ]  |
| Hajk Abgarjan      | super gigant LW2        | 1:32,26 | 24      | [ 3 ]  |
| Myher Awanesjan    | slalom LW1,3,5/7        | 2:17,34 | 9       | [ 4 ]  |
| Myher Awanesjan    | slalom gigant LW1,3,5/7 | 3:18,98 | 7       | [ 5 ]  |
| Myher Awanesjan    | super gigant LW1,3,5/7  | 1:30,58 | 10      | [ 6 ]  |
| Hyraczia Bernecjan | slalom LW2              | DNF     | DNF     | [ 2 ]  |
| Garusz Danieljan   | slalom LW2              | 2:20,57 | 19      | [ 2 ]  |
| Garusz Danieljan   | slalom gigant LW2       | 3:14,33 | 20      | [ 7 ]  |
| Garusz Danieljan   | super gigant LW2        | DNF     | DNF     | [ 3 ]  |
| Stasik Nazarjan    | slalom gigant LW2       | DNF     | DNF     | [ 7 ]  |
| Stasik Nazarjan    | super gigant LW2        | 1:27,78 | 23      | [ 3 ]  |
| Karen Tonojan      | slalom gigant LW2       | DNF     | DNF     | [ 7 ]  |

Kobiety
| Zawodnik             | Kategoria             | Wynik   | Pozycja | Źródło |
| -------------------- | --------------------- | ------- | ------- | ------ |
| Armenuhi Nikoghosjan | slalom LW10-11        | DNF     | DNF     | [ 8 ]  |
| Armenuhi Nikoghosjan | slalom gigant LW10-11 | 6:03,70 | 4       | [ 9 ]  |
| Armenuhi Walesjan    | slalom LW2            | DNF     | DNF     | [ 10 ] |
| Armenuhi Walesjan    | slalom gigant LW2     | 3:23,69 | 9       | [ 11 ] |
| Armenuhi Walesjan    | super gigant LW2      | DNF     | DNF     | [ 12 ] |